# کریستین هاک
کریستین هاک (انگلیسی: Christian Hock؛ زادهٔ ۱۱ آوریل ۱۹۷۰) بازیکن فوتبال اهل آلمان است.
از باشگاه‌هایی که در آن بازی کرده‌است می‌توان به باشگاه فوتبال کیکرز اوفنباخ، باشگاه فوتبال ماینتس ۰۵، و باشگاه فوتبال بروسیا مونشن‌گلادباخ اشاره کرد.